# Schiahorn
Das Schiahorn oder Gross Schiahorn ist ein  Berggipfel in der Schweiz, zwischen den Skigebieten Parsenn und Schatzalp-Strela, nordwestlich von Davos. 

## Lage und Beschreibung
Das Schiahorn liegt südöstlich auf Gemeindegebiet der Gemeinde Davos, im Nordwesten in der ebenfalls grossen Schanfigger Gemeinde Arosa (ehemals Langwies). Ganz auf Davoser Gebiet liegt das vorgelagerte Chlein Schiahorn, 2585 m. Das Schiahorn zählt geologisch zu den Aroser Dolomiten. 
Südöstlich des Gipfels liegt der Strelapass, von wo aus der Gipfel auf einem Bergweg zu erreichen ist. 1934 wurde der Felsenweg durch die Westflanke des Schiahorns eröffnet, der den Strelapass mit dem Hauptertälli im Sapün und der Wasserscheidi verbindet.

## Lawinenverbauungen
Der ganze südöstliche Abhang des Chlein Schiahorns ist mit Lawinenverbauungen gesichert, ein bleibender Eindruck bei einem Besuch in Davos.

## Galerie

Schiahorn von Süd-Südost mit Lawinenverbauung. Historisches Bild von Leo Wehrli (1946)
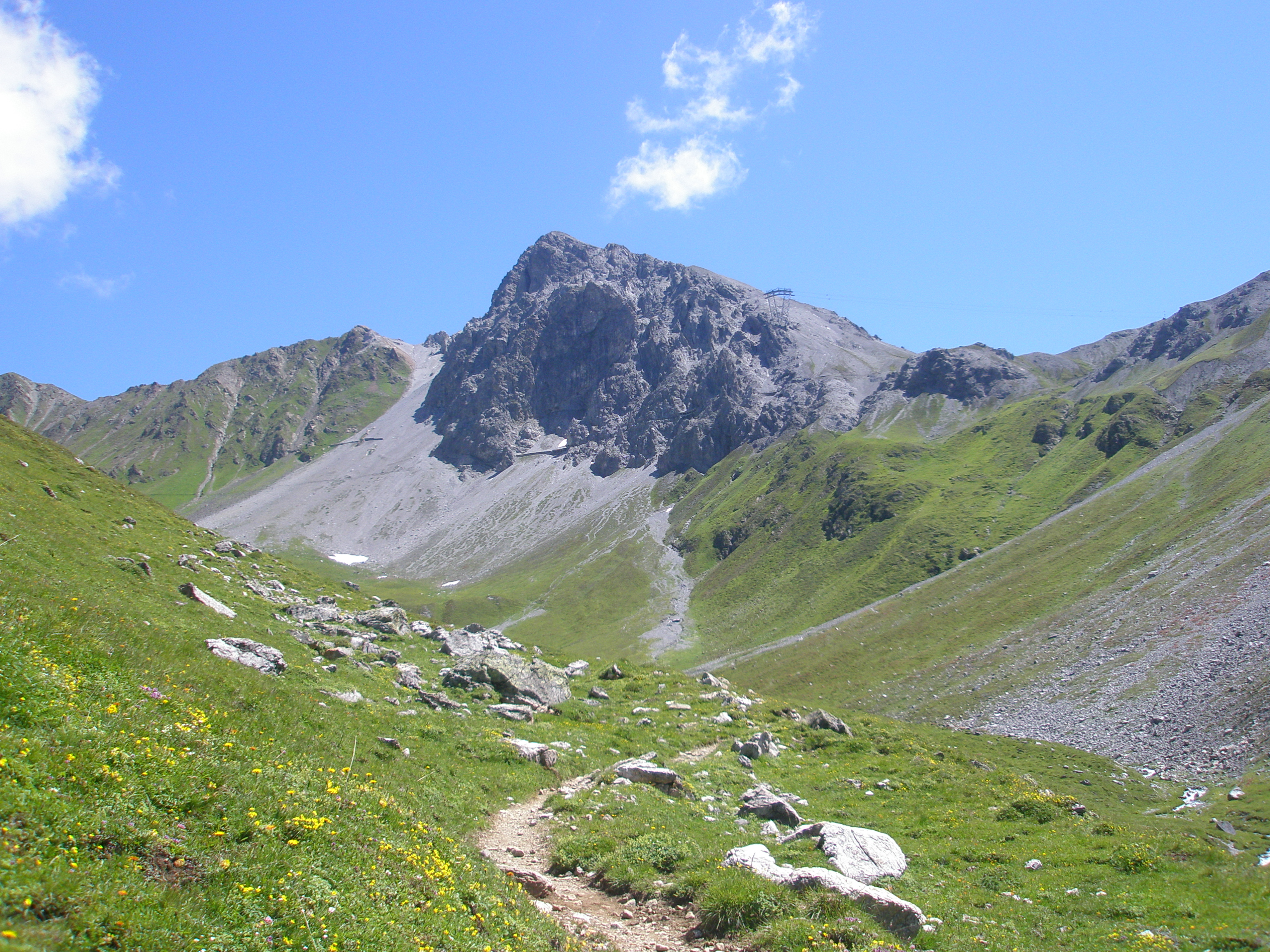
Schiahorn mit Felsenweg und Stütze der ehemaligen Verbindungsbahn Strela-Parsenn vom Hauptertälli aus gesehen, Rechts der Strelapass
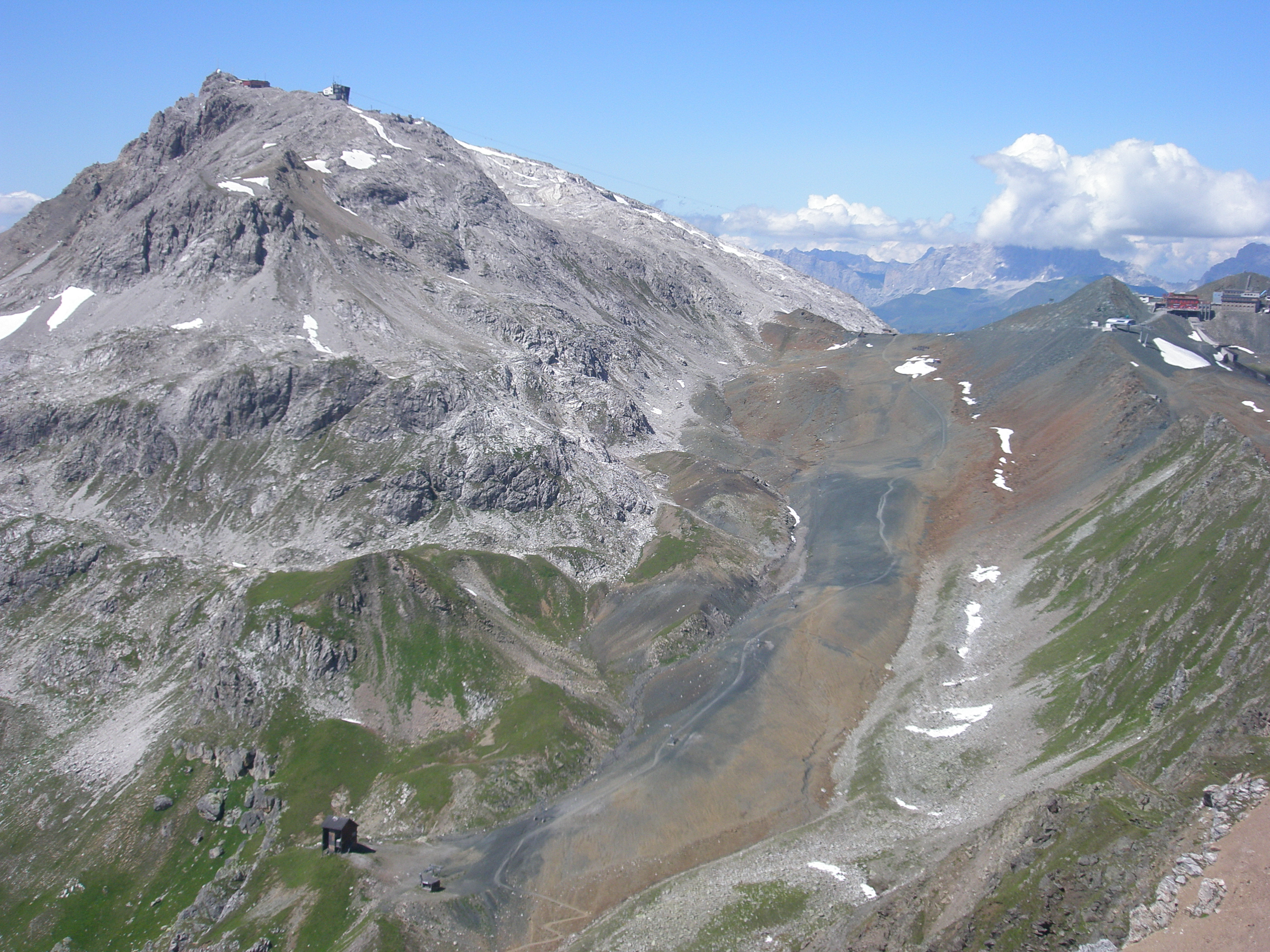
Gipfelblick nach Norden mit Weissflue, Hauptertälli und Wasserscheidi sowie dem Weissfluhjoch (rechts)
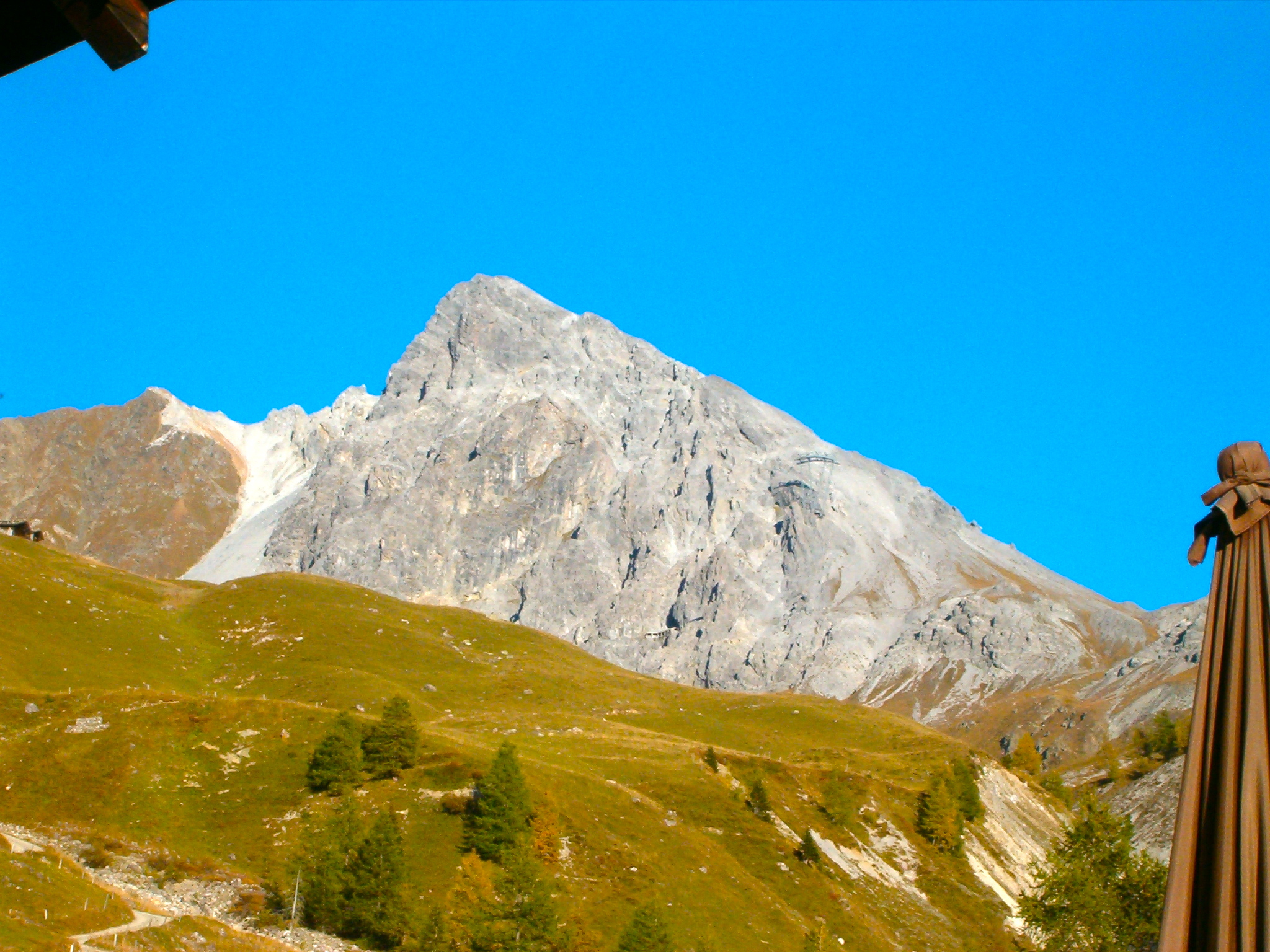
Das Schiahorn im Abendlicht, Ansicht vom Heimeli im Sapün. Gut sichtbar der geologische Aufbau aus Hauptdolomit